# Комунас (Порторико)
Комунас (шп. Comunas) град је у америчкој острвској територији Порторико, острвској држави Кариба.

## Демографија
По попису из 2010. године број становника је 1.900, што је 127 (-6,3%) становника мање него 2000. године.
| Група             | 2000.         | 2010.         |
| Белци             | 10 (0,5%)     | 8 (0,4%)      |
| Афроамериканци    | 318 (15,7%)   | 443 (23,3%)   |
| Азијати           | 0 (0,0%)      | 4 (0,2%)      |
| Хиспаноамериканци | 2.016 (99,5%) | 1.875 (98,7%) |
| Укупно            | 2.027         | 1.900         |